# Amizade Zona Leste
O Grêmio Recreativo Escola de Samba Amizade Zona Leste é uma escola de samba  da cidade de São Paulo, localizada na zona leste da cidade, no bairro de São Matheus.

## História
No ano de 2000 a entidade já com mais chance e com os harmonias definidos foi mais fácil, sendo os harmonias, Zuleika, Carlinhos, Dona Tereza, Fofa, Cris, Kenia, Jucimara, Tâmara, Sr. Luiz e Saul. Foram para a avenida com o enredo “Pintando o 7” de autoria de Paulo Barbosa Santos e samba enredo de Rubão, diretor de bateria Robson, porta estandarte Claudinha, desfilando com 540 componentes.
Em 2001 o enredo foi “História e Lenda da Vitória Regia”, escrito por Nic-Tup-Anã, samba enredo Rubão, desfilaram com 560 componentes sendo diretores de bateria Ricardo e Luizão, porta estandarte Claudinha.
Em 2002 o tema foi “A sorte é cega, aposte nesta ideia”, escrito por Didi do Cavaco, samba enredo de Denílson, Grupo Só Poesia, diretor de bateria Ricardo e Luizão, porta estandarte Claudinha, entrando na avenida com 640 componentes.
Em 2003 ano da felicidade. Foram campeões, desfilando com 416 componentes com um enredo maravilhoso escrito por José Carlos Lisboa, samba enredo de Luizinho da Leandro e Alexandre Boa Esperança, cantado por Xande e Eliezer, fazendo na Vila Matilde um desfile perfeito.
Em 2004 já no grupo especial de blocos que desfilava no Anhembi, o Amizade desfilou com 813 componentes com o tema que falava sobre a Rua do Carmo no carnaval que comemorou os 450 ano de SP, ficando em 4º lugar.
Em 2005 o Amizade desfilou com o tema “Ciganos filhos da natureza” com 720 componentes, ficando em 2º lugar.
Em 2006 o Amizade desfilou com o tema “Incas filhos do império do sol” com 650 componentes, ficando em 5º lugar.
Em 2007 o Amizade desfilou com o tema “Das lendas da Amazônia o Sol e a Lua” com 750 componentes, ficando em 6º lugar.
Em 2008 o Amizade desfilou com o tema “Em busca da verdadeira liberdade” com 600 componentes, ficando em 4º lugar.
Em 2009 o Amizade desfilou com o tema “Tem luxo no lixo” com 600 componentes, ficando em 7º lugar.
Em 2010 o Amizade desfilou com o tema “Glúteos” com 650 componentes, ficando em 1º empatado com o Bloco Unidos do Guaraú, ficando em 2º lugar pelo critério de desempate.
Em 2011, já como Escola de Samba (Grupo 4), vence o Carnaval com o samba enredo "Num Manga Deu Dotô".

## Segmentos

### Presidentes
| Nome                                     | Mandato     | Ref.  |
| ---------------------------------------- | ----------- | ----- |
| Paulo Barbosa Santos "Paulão do Amizade" | 1995 - 2009 | [ 3 ] |
| Camilo Augusto Neto                      | 2009 - 2018 | [ 4 ] |
| Marcelo Andrade "Marcelo Mauá"           | 2018 - 2020 |       |
| Camilo Augusto Neto                      | 2020-       |       |

### Intérpretes
| Carnavais | Intérprete oficial | Referências |
| --------- | ------------------ | ----------- |
| 2020-     | Xandi              |             |

### Diretores
| Período | Diretor De Carnaval  | Diretor De Harmonia  | Mestre De Bateria | Ref. |
| ------- | -------------------- | -------------------- | ----------------- | ---- |
| 2020-   | Comissão De Carnaval | Comissão De Harmonia | Mestre Willian    |      |

### Coreógrafos
| Período | Nome                           | Ref. |
| ------- | ------------------------------ | ---- |
| 2020-   | Wellington Dos Santos Oliveira |      |

### Casal de Mestre-sala e Porta-bandeira
| Período   | Nome                             | Ref.              |
| --------- | -------------------------------- | ----------------- |
| 2013-2014 | Alex e Jaqueline Silva           | [ 5 ] [ 4 ]       |
| 2015-2016 | Leonardo Silva e Jaqueline Silva | [ 4 ] [ 6 ] [ 7 ] |
| 2017-2020 | João Lucas e Jaqueline Silva     |                   |

### Corte de Bateria
| Período      | Rainha             | Madrinha         | Ref.        |
| ------------ | ------------------ | ---------------- | ----------- |
| 2013         | Nathália Ribeiro   |                  | [ 5 ]       |
| 2014-2015    | Vanessa Oliveira   |                  | [ 4 ] [ 6 ] |
| 2016 - atual | Katharina Monteiro | Vanessa Oliveira |             |

## Carnavais
| Ano  | Colocação | Grupo | Enredo | Carnavalesco | Ref           |
| ---- | --- | --- | --- | --- | ------------- |
| 1996 | 10º lugar | Blocos Espera | Amizade já Chegou - Gota de Felicidade | Comissão de Carnaval                                                                                                   |               |
| 1997 | 5º lugar | Blocos Espera | O Circo | Comissão de Carnaval                                                                                                   |               |
| 1998 | 4º lugar | Blocos Espera | França recebe os Artistas da Bola | Comissão de Carnaval                                                                                                   |               |
| 1999 | 3º lugar | Blocos I | A Evolução da Zona Leste - São Mateus 50 Anos | Comissão de Carnaval                                                                                                   |               |
| 2000 | 3º lugar | Blocos I | Pintando o Sete | Comissão de Carnaval                                                                                                   |               |
| 2001 | 3º lugar | Blocos I | Lenda e história da Vitória Régia: A Rainha dos Lagos                                                                                              | Ieda e Claudinha |               |
| 2002 | 4º lugar | Blocos I | A Sorte é Cega - Aposte nesta Ideia | Comissão de Carnaval                                                                                                   |               |
| 2003 | Campeã | Blocos I | O Pierrô está de volta | Comissão de Carnaval                                                                                                   |               |
| 2004 | 5º lugar | Blocos Especial | Rua do Carmo, de Fidalgo ao Trabalhador | Herny e Vagner Colzatto                                                                                                |               |
| 2005 | Vice-campeã | Blocos Especial | Ciganos, Filhos da Natureza | Herny e Vagner Colzatto                                                                                                |               |
| 2006 | 5º lugar | Blocos Especial | Incas, Filhos do Império do Sol | Comissão de Carnaval                                                                                                   |               |
| 2007 | 6º lugar | Blocos Especial | Das Lendas da Amazônia, o Sol e a Lua | Comissão de Carnaval                                                                                                   |               |
| 2008 | 4º lugar | Blocos Especial | 120 Anos em Busca pela Verdadeira Liberdade! | Vagner Colzatto |               |
| 2009 | 7º lugar | Blocos Especial | Tem Luxo no Lixo | Camilo |               |
| 2010 | Vice-campeã | Blocos Especial | Glúteos | Comissão de Carnaval                                                                                                   |               |
| 2011 | Campeã | 4-UESP | Num manga deu, dotô | Comissão de Carnaval                                                                                                   |               |
| 2012 | Campeã | 3-UESP | Candomblé | Comissão de Carnaval                                                                                                   |               |
| 2013 | Vice-campeã | 2-UESP | Rivalidade Compositores:Morganti, Thiago Meiners, Shazan e Roberto.                                                                                | Comissão de Carnaval                                                                                                   | [ 8 ]         |
| 2014 | 3º lugar | 1-UESP | Sob a Luz de Orum, Clara Guerreira Vem Brilhar no Ylê do Amizade                                                                                   | Comissão de Carnaval                                                                                                   |               |
| 2015 | 7° lugar | 1-UESP | Xangô, o rei da justiça | Comissão de Carnaval                                                                                                   | [ 9 ]         |
| 2016 | 9º lugar | 1-UESP | Os Gigantes da Zona Leste | Comissão de Carnaval                                                                                                   | [ 7 ]         |
| 2017 | 6º lugar | 1-UESP | Quem é o culpado? | Alex Santos |               |
| 2018 | 10º lugar | Acesso 2 | A Chave | Comissão de carnaval                                                                                                   | [ 10 ]        |
| 2019 | 10º lugar | Acesso 2 | Abayomi. Encontro precioso Compositores: Sukata, Morganti, Jairo Roizen, Meiners,Pixulé, Adalto Júnior, Fernando Godói, Gabriel GBL e Ana Cláudia. | Ednei Pedro Mariano | [ 11 ]        |
| 2020 | 9º lugar | Acesso 2 | Cinco Divas no Altar da Amizade | Ednei Pedro Mariano | [ 12 ]        |
| 2021 | Inicialmente adiados para o mês de julho, os desfiles do Carnaval 2021 foram cancelados devido a pandemia de Covid-19. | Inicialmente adiados para o mês de julho, os desfiles do Carnaval 2021 foram cancelados devido a pandemia de Covid-19. | Inicialmente adiados para o mês de julho, os desfiles do Carnaval 2021 foram cancelados devido a pandemia de Covid-19.                             | Inicialmente adiados para o mês de julho, os desfiles do Carnaval 2021 foram cancelados devido a pandemia de Covid-19. | [ 13 ]        |
| 2022 | 9º lugar | Acesso 2 | Dandara | Fernanda Rigue | [ 14 ] [ 15 ] |
| 2023 | 9º Lugar | Acesso 2 | Do Zé Pelintra ao Zé Ninguém, Qual Zé Você é? | Comissão de Carnaval (Lucinei, Pedro e Joel)                                                                           | [ 16 ]        |
| 2024 | 11º Lugar | Acesso 2 | Eduardo Basílio - Um Mar de Rosas de Ouro do Quilombo da Brasilândia para o Mundo                                                                  | Comissão de Carnaval                                                                                                   | [ 17 ]        |
| 2025 | Vice-Campeã | Especial de Bairros | Caridade | |               |
| 2026 | | Acesso 2 | Xangô e Iansã - O casal dendê no ilê do Amizade | |               |